# 개러지 세일
개러지 세일(일본어: ガレッジセール, 영어: Garage Sale)은 일본의 개그 콤비이다.

## 멤버
카와타 히로키 (川田広樹, 1973년 2월 1일 ~ )
오키나와현 나하시 출신, 오사카부 히라카타시 거주. 츳코미 담당.
오키나와 현립 마와시 고등학교 졸업.
고리 (본명:테루야 토시유키(照屋年之), 1972년 5월 22일 ~ )
오키나와 현 나하 시 출신. 보케 담당.
오키나와 현립 슈리 고등학교 졸업, 니혼 대학 예술학부 영화학과 중퇴.